# Angioplastiek

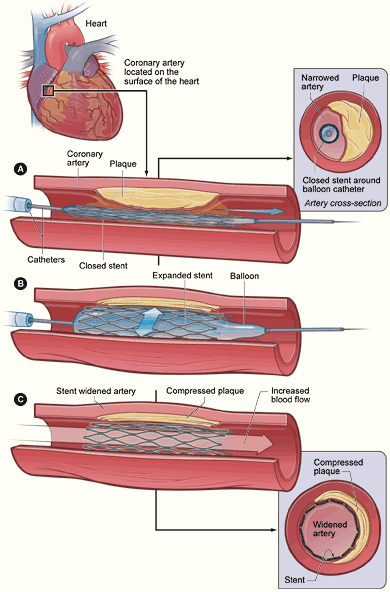
Angioplastiek en plaatsing van een stent

Angioplastiek, ook wel dotteren genoemd, naar Charles T. Dotter die deze techniek in 1964 introduceerde, is de algemene term voor het verwijden van vernauwde slagaders. Dit gebeurt door een ballonnetje in de vernauwde slagaderen te schuiven en deze op te blazen, na afloop wordt dit ballonnetje weer verwijderd. Wel wordt soms een buisje (stent) achtergelaten om het vat beter open te houden. Het bekendste voorbeeld van angioplastiek is de behandeling van een vernauwing in de kransslagaders van het hart: Percutane coronaire interventie (PCI). Ook bijvoorbeeld een vernauwing van een van beide nierslagaders (nierarteriestenose), van halsslagaders of van vernauwde slagaders in het been (etalagebenen) kunnen zo behandeld worden. Andere methodes om een vernauwing op te heffen zijn: 
- Omleiding (met prothese of graft)
- Endarteriëctomie: het verwijderen van de verdikte vaatwand, vooral toegepast bij een vernauwing van de halsslagader (carotisstenose).